# Archiv des Völkerrechts
Das Archiv des Völkerrechts (abgekürzt AVR oder ArchVR) ist eine 1948 gegründete deutsche juristische Fachzeitschrift für Völkerrecht. Die ersten Herausgeber Walter Schätzel, Hans Wehberg und Hans-Jürgen Schlochauer verfolgten mit der Gründung das Ziel, dem Völkerrecht als „die Brücke und die Verbindung zur Außenwelt“ nach der Zeit des Nationalsozialismus ein neues Forum zu geben.
Das Archiv des Völkerrechts erscheint vierteljährlich im Mohr Siebeck Verlag mit einer derzeitigen Auflage von 550 Stück (2010). Geschäftsführende Herausgeber sind Sigrid Boysen, Markus Kotzur und Robert Uerpmann-Wittzack.